# The Subways
Pour les articles homonymes, voir Subways.
The Subways est un groupe de rock alternatif britannique, originaire de Welwyn Garden City, dans la banlieue de Londres, en Angleterre. Formé en 2003, le groupe compte quatre albums studio.
Le groupe est composé de deux frères (Billy Lunn et Josh Morgan) auxquels s’ajoute l'ex-fiancée de Billy, Charlotte Cooper. Ce n'est pas parce qu’il avait peur d’être confondu avec Billy Corgan (chanteur des Smashing Pumpkins) mais bien en hommage à son grand-père qui lui a acheté sa première guitare que Billy décide de choisir Lunn comme nom de famille[citation nécessaire].

## Biographie

### Débuts (2002–2004)

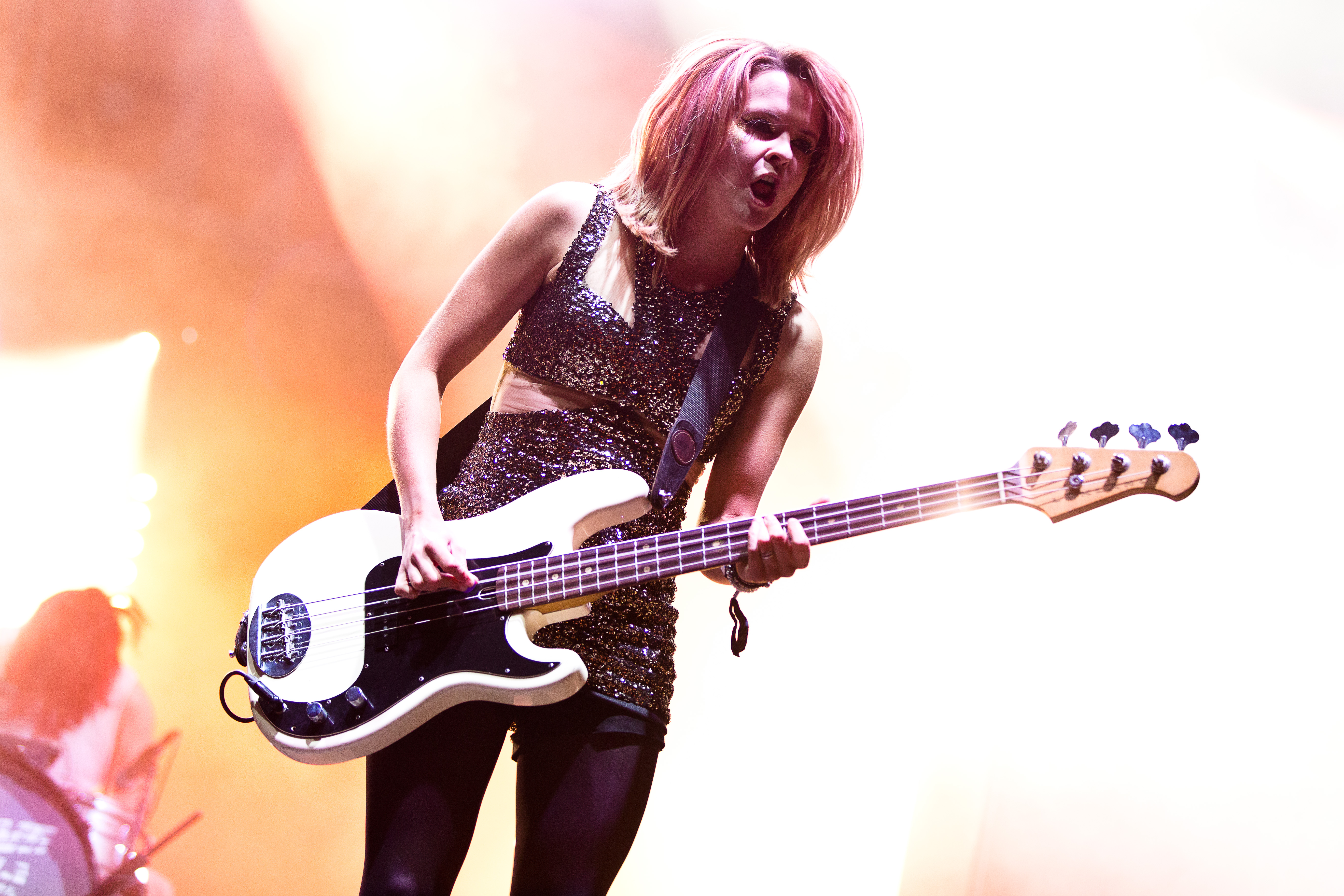
Charlotte Cooper en 2016.

Le groupe est formé très tôt alors qu'ils n'avaient que 16 ans. Tout commence quand un ami de Billy l’emmène faire un tour en voiture. Il lui fait alors écouter Supersonic d’Oasis. C’est la révélation. Billy apprend la guitare et participe à une compétition de groupes locaux. Il est seul avec son instrument et se fait jeter par le jury. Il décide alors que, s’il veut former un groupe, ce sera une famille.
Il embarque donc son petit frère Josh à la batterie et Charlotte, une amie rencontrée à la piscine, à la basse. Après que Billy leur ait appris à jouer, le trio commence à répéter sous le nom de Mustardseed (nom qu'ils changeront rapidement pour devenir Platypus). De Nirvana à Oasis en passant par Sigur Ros, Smashing Pumpkins, Sonic Youth ou encore Kylie Minogue, leurs influences sont nombreuses et ils peuvent alors commencer à composer leurs propres chansons. Ils font leurs débuts dans des petites salles locales comme The Square à Harlow, Essex. Un premier CD live sera enregistré dans cette salle et vendu lors de leurs concerts. Au fur et à mesure que leur réputation grandit, Billy commence à en avoir assez de tous les différents noms sous lesquels le groupe se produit. Il arrive alors avec l'idée de The Subways en référence à un passage souterrain traversant un rond-point dans Welwyn Garden City, où Billy avait l'habitude de passer du temps avec des amis lorsqu'il était au collège « C'était un super endroit pour se bourrer la gueule et tout et il y avait un panneau marqué "Subway". J'ai sprayé le "The" devant et un "s" à la fin et on déconnait en disant que nous étions le groupe "The Subways" »
N'ayant pas les moyens de louer un studio, ils décident d'investir dans leur propre matériel d'enregistrement afin d’enregistrer des maquettes chez eux. Billy crée un site internet, qu'il va gérer lui-même et où ils vont mettre huit démos en téléchargement libre afin de faciliter les échanges avec les promoteurs londoniens, à qui ils continuent d’envoyer autant de CD que possible. L’initiative porte ses fruits : The Subways commencent à tourner dans Londres. Ils décident ensuite de faire profiter de leur matériel les autres groupes locaux qui, comme eux, ne peuvent pas payer le prix du studio. C'est en produisant un de ces groupes que Billy et Charlotte apprennent que, cette année-là, une compétition pour des groupes non signés a lieu à Glastonbury. Ils envoient leurs démos à Michael Eavis, organisateur du festival. « Ce n'était vraiment qu'une adresse de plus à qui envoyer un de nos CD. Tout ce que nous voulions c'était faire des concerts et cette compétition était une autre très bonne occasion. C'était juste un CD de plus parmi tous ceux que nous envoyions. Nous ne nous sommes jamais attendus à recevoir l'appel téléphonique nous disant que nous avions gagné et que nous allions jouer sur la scène Other Stage au Glastonbury[réf. nécessaire]… »

### Young for Eternity(2004–2006)

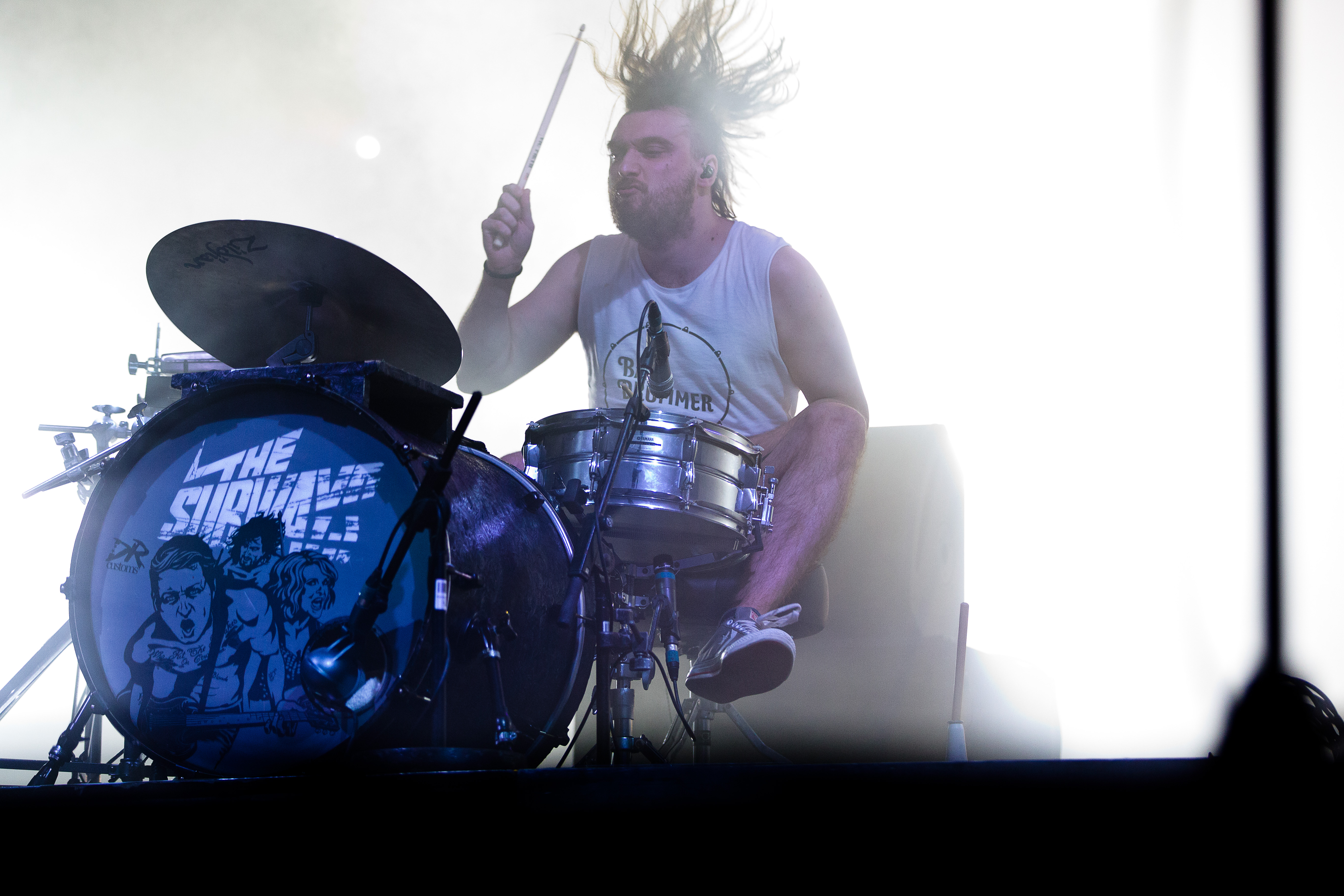
Josh Morgan en 2016.

Après Glastonbury, The Subways font partie du Carling Weekend 2004, apparaissant à Reading et à Leeds, avant d’entamer leur première tournée de 35 dates au Royaume-Uni, financée par leurs propres moyens. John Peel (de BBC One) est le premier DJ à jouer 1AM sur la radio nationale. À la fin 2004, le groupe signe sur City Pavement/Infectious Records. Le 4 juillet 2005 sort Young for Eternity, premier album produit par Ian Broudie (le leader des Lightning Seeds), qui inclut Oh Yeah, single qui atteint la 25e place des charts anglais lors de sa sortie le 21 mars 2005.
The Subways repartent en tournée afin d’assurer la promotion de l’album, faisant une première halte en France en compagnie des Weezer le 7 juin 2005 à l’Olympia, suivie d’apparitions à Rock en Seine en août, puis au festival des Inrockuptibles en novembre de la même année. Ils jouent également en première partie des groupes Oasis et Stereophonics. Ils apparaissent aussi dans le 7e épisode de la 3e saison de la série Newport Beach (The OC), dans lequel ils jouent Oh Yeah et Rock and Roll Queen au club fictif The Bait Shop. Ils se feront également remarqué la même année pour leur apparition à Coachella, chose rare pour un groupe de rock anglais. De plus, certaines de leurs chansons sont utilisées pour des publicités : She Sun et Rock and Roll Queen pour la marque de cosmétiques Rimmel, dans lesquelles figure le top modèle Kate Moss et 1AM pour Opel en Italie. Ils font également quelques reprises dont Staring at the Sun de TV on the Radio (qui figure sur le single With You) et ils participent à la compilation hommage à John Lennon du magazine musical britannique Q en reprenant You've Got to Hide Your Love Away (qui figure sur le single No Goodbyes)[réf. nécessaire].
Après un break de fin d’année, le groupe reprend la route en janvier 2006 et se produit en Australie, au Big Day Out, et au Japon, avant de revenir au Royaume-Uni en avril. Cependant, le reste de la tournée anglaise et l’ensemble de la tournée française sont annulés à la suite des ennuis de santé de Billy, atteint de nodules à la gorge. Charlotte raconte : « C’était bizarre. La première semaine nous a rendus fous : Soudain, nous avions deux mois de temps libre, sans savoir si nous pourrions tourner à nouveau, et il fallait attendre le verdict du médecin fin mai. Mais passé le choc, nous avons réalisé que nous pouvions faire quelque chose de constructif. Alors nous avons commencé à répéter en vue du 2e album, mais seulement en instrumental[réf. nécessaire]. ».
Le 16 juin, le trio remonte sur scène le temps d’un concert secret sous le nom de The Audrey Hepburns qui a lieu au Green Room de Welwyn Garden City, avant d’ouvrir pour Foo Fighters à Manchester deux jours plus tard, aux côtés  des Eagles of Death Metal, Angels and Airwaves et The Strokes. The Subways sont également invités à jouer en première partie de Taking Back Sunday et Angels and Airwaves lors de leur tournée nord-américaine qui dure une bonne partie de l’été. Le groupe joue aussi lors du festival Lollapalooza de Chicago le 4 août 2006, suivi par le Street Scene de San Diego le 5 août. Les 25 et 26 août, The Subways participent aux Reading and Leeds Festivals, cette fois sur la scène principale, avant de jouer quelques concerts de la tournée annulée, dont ceux au Shepherd's Bush Empire à Londres les 12 et 13 septembre 2006. Ils reviennent en France quelques jours plus tard, afin d’assurer une mini tournée passant par Lille, Paris (lors de la Fête de l’Humanité) et Strasbourg. Puis après une halte au Luxembourg le 19, ils sillonnent l’Allemagne jusqu'à la fin du mois.
Le 2 novembre, le groupe remporte le MTV U Woodie Award du meilleur groupe international et joue le 11 en première partie du groupe Rotating Leslie au Harlow Square, la salle de leurs débuts. Ils continuent le mois en jouant quelques concerts lors du Transgressive Roadshow[réf. nécessaire].

### All or Nothing(2007–2009)
Après une opération chirurgicale aux cordes vocales, Billy se consacre à l’écriture du deuxième album. Charlotte se produit parfois en tant que DJ lors de soirées londoniennes. Ils font quelques apparitions dans les festivals de l'été 2008. Charlotte et Billy se séparent durant l'enregistrement de All or Nothing, sorti en juin 2008 et produit par Butch Vig. Cette même année, le groupe apparaît dans le film RocknRolla de Guy Ritchie. Ils interprètent dans une salle de concert leur chanson Rock and Roll Queen issue du premier album.

### Money and Celebrity(2010–2013)
Le groupe prend du repos au cours de l'automne 2009 pour écrire leur troisième album et entrent en studio à Londres en décembre 2010 avec le producteur Stephen Street. Ils utilisent le site de financement collaboratif PledgeMusic. Le 16 juin 2011, ils mettent en téléchargement gratuit leur single It's a Party alors qu'ils font route vers les festivals allemands du Southside et Hurricane. Leur troisième album Money and Celebrity sort le 18 septembre.

### Album éponyme (depuis 2014)

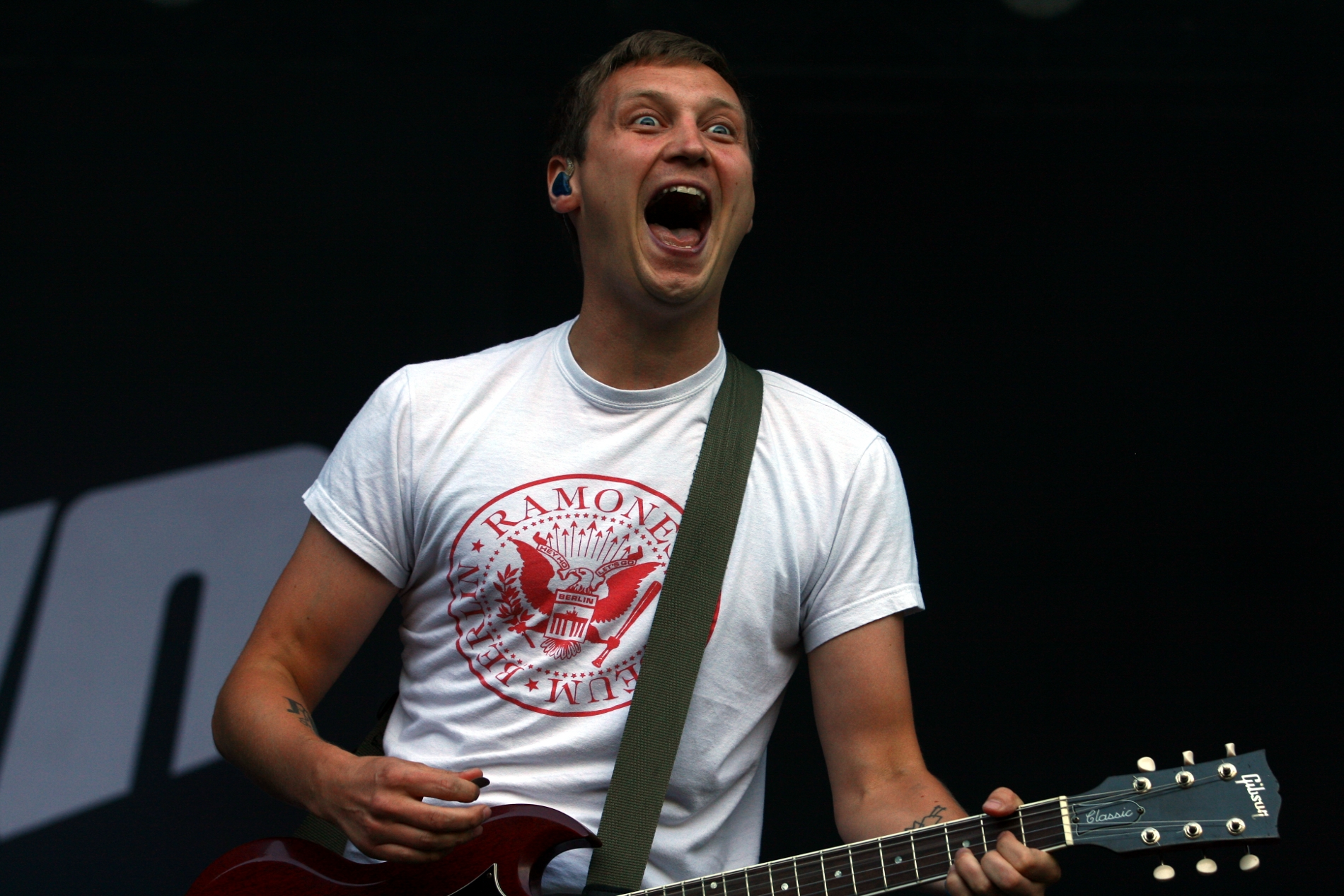
Billy Lunn en 2014.

Pour leur quatrième album, le groupe choisit l'auto-production, utilisant PledgeMusic en septembre 2014 et offrant à leurs fans qui participent au financement les six premières chansons de leur nouvel album en exclusivité en attendant la sortie officielle le 6 février 2015. Ils annoncent à la même période une grande tournée européenne pour le printemps 2015. Josh Morgan, le batteur, ne peut finalement pas assurer sa présence durant la tournée: son syndrome d'Asperger devenant plus important, il est remplacé le temps qu'il suive un traitement.

## Membres
- Billy Lunn - chant, guitare
- Charlotte Cooper - basse, chant, clavier
- Camille Phillips - batterie, percussions, flutiste

## Ancien membre
- Josh Morgan - batterie, percussions

## Discographie

### Albums studio
- 2005 : Young for Eternity
- 2008 : All or Nothing
- 2011 : Money and Celebrity
- 2015 : The Subways
- 2023 : Uncertain Joys

### Compilations
- 2025 : When I'm With You (inclus 2 inédits I Need to Feel You Closer et Passenger's Side)

### EP
- The Platypus
- I Lost You To The City
- Summertime
- Rock & Roll Queen
- No Heart No Soul
- Young For Eternity
- At 1am
- Milk
- Mary
- Live at Birmingham Academy
- The Live Videos (iTunes)
- Live and Acoustic In Magdeburg (iTunes)
- We Don't Need Money To Have A Good Time (iTunes)
- Good Times (Live) - EP, 2015

### Singles
(Tous les singles sont parus sur le label Infectious/City Pavement Records sauf ceux où un autre label est donné.)
- No Heart No Soul - Bus Stop Records (premier single officiel disponible via Bus Stop rds-2003 avant que The Subways ne soient signés)
- 1AM - Transgressive Records - 2004 (7" tiré à 500 exemplaires seulement)
- Oh Yeah - 21 mars 2005 (#25 du Music Charts UK)
- Rock'n Roll Queen - 20 juin 2005 (#22)
- With You - 12 septembre 2005 (#29)
- No Goodbyes - 12 décembre 2005 (#27)
- Girls & Boys - 25 mars 2008 (titre gratuit en téléchargement)
- Alright - 16 juin 2008
- I Won't Let You Down - 25 août 2008
- You Got Me
- It's a Party - juillet 2011 (titre gratuit en téléchargement)
- We Don't Need Money to Have a Good Time - septembre 2011
- Kiss Kiss Bang Bang - 7 mai 2012
- My Heart Is Pumping to a Brand New Beat - 13 juin 2014
- I'm In Love and it's Burning In My Soul